# Ахмедов, Джавид
Джавид Ахмедов (азерб. Cavid Əhmədov; 8 ноября 1963) — советский и азербайджанский футболист, крайний защитник.

## Биография
С 1985 года в течение шести с половиной сезонов выступал за клуб «Кяпаз»/«Динамо» (Гянджа) во второй лиге СССР, сыграл в его составе более 160 матчей. Часть сезона 1991 года провёл в клубе «Гёязань» (Казах).
После распада СССР вернулся в «Кяпаз» и играл в его составе ещё шесть лет в высшей лиге Азербайджана. Становился чемпионом страны в сезоне 1994/95, бронзовым призёром 1993/94 и 1995/96, обладателем Кубка Азербайджана 1993/94 и 1996/97. Всего за клуб из Гянджи в первенствах СССР и Азербайджана сыграл более 300 матчей. В ходе сезона 1997/98 перешёл в «Шамкир», с которым стал бронзовым призёром чемпионата страны, а по окончании сезона завершил игровую карьеру.